# Ахтямов, Ахмед-Заки
Ахтямов Ахмед-Заки (тат.  Әхмәтзәки Әхтәмев) (род. 1865, Новый Балыкуль, Казанская губерния — 27 ноября 1937) — мулла, ахун Ахмад-Заки ибн-Ахтям ибн-Бикшантай ибн-Абдурашид ибн-Шафигуллах аль-Булгари.

## Биография
Ахмед-Заки родился в ноябре 1865 года, в деревне Чатбаш, Тетюшского уезда, или в деревне Новый Балыкуль, Спасского уезда, Казанской губернии, в семье чатбашского муллы Ахтяма Бикчантаева, уроженца д. Новый Балыкуль, Спасского уезда, Казанской губернии.
Учился в знаменитом Апанаевском медресе Казани, у высокообразованных шейхов.
З января 1889 года, в присутствии Оренбургского Духовного Магометанского Собрания в Уфе, был испытан на способность быть имам-хатыпом и мударисом.
С 1891 года служил духовным лицом в приграничном городе Зайсане, у подножия трех склонов Алтайских гор.
6 июля 1895 года при зайсанском молитвенном доме был учреждён самостоятельный приход. Из продукции собственного кирпичного завода Ахтямов выстроил в Зайсане величественную мечеть, женскую и мужскую школы.
В 9 марта 1906 года семипалатинским генерал-губернатором Сухотиным Ахтямов был награждён почетным халатом 3-го разряда «за отлично-усердную и общую полезную деятельность».
В декабре 1908 года возведён в почётный сан ахуна приказом исполняющего должность семипалатинского губернатора Абаза (приказ от 29 ноября 1908 за № 313), так же 6 декабря решением начальником штаба Омского военного округа был награждён серебряной медалью «За усердие» для ношения на Станиславской ленте, так как с 1891 года исполнял религиозные требы чинов Зайсанского гарнизона.
В том же 1908 году командир 1-го Западно-Сибирского стрелкового батальона ходатайствовал А. Ахтямова на должность военного муллы, так как А. Ахтямов с 1891 по 1895 года исполнял требы чинов 4-го Западно-Сибирского линейного батальона, а с 1900 по 1908 гг. — в 1-м Западно-Сибирском батальоне безвозмездно.
Также Ахтямов приводил к присяге по судебным делам бесплатно при мировом судье 2-го участка Зайсанского уезда.
Параллельно религиозной практике занимался преподаванием в школах татарского языка и основ мусульманской религии.
В 1913 году за свою службу имамом в Зайсанской мечети № 1 царским указом был удостоен звания личного почётного гражданина.
В 1920 году Зайсан был взят частями Красной армии. В городе установился кровавый террор. Начальник местной ЧК устроился на жительство во флигеле Ахтямовского дома. В 1921 году, дом, скот и имущество Ахтямовых в Зайсане были конфискованы. Семья оказалась в бедственном материальном положении. Ахмед-Заки Ахтямов отправил жену и семерых детей к своей сестре в Ташкент, а сам переехал в Семипалатинск. Занял должность имама в семипалатинской мечети № 2.
Ахмед-Заки Ахтямов был арестован УНКВД по Восточно-Казахстанской области 26 ноября 1937 года, осуждён 27 ноября 1937 года и расстрелян; реабилитирован 25 апреля 1989 года.

## Брак и дети
Жена — с 4 января 1890 Магсума Габдулджаббарова, дочь имама 8-й Семипалатинской мечети Габдул-Джаббара Губайдуллина (1 февраля 1872 года рождения), потомка древнего рода из татарских мурз. Поручителем со стороны невесты был мулла Семипалатинска Джалялиддин Исмагилович Габдурафиков, со стороны жениха — указной мулла Семипалатинска Губайдулла Файззулин, свидетели — Файзирахман, сын муллы Абдулмалика; Насибулла, сын Хабибуллы; Хидаятулла, сын муллы Ахмада; Мухаммад-Гали, сын Габдулвалия; Абдурахман Низиров. Брачный дар (махр) был предоставлен невесте в размере 300 рублей серебром.
Сын — Якуб Ахмедович Ахтямов (1911—2003) — советский изобретатель, заслуженный изобретатель РСФСР.

## Интересные факты
- Ахмед-Заки Ахтямов в совершенстве владел арабским, свободно говорил на русском, казахском языках, преподавал татарский. Дважды совершал хадж[3].